# 월귤잼

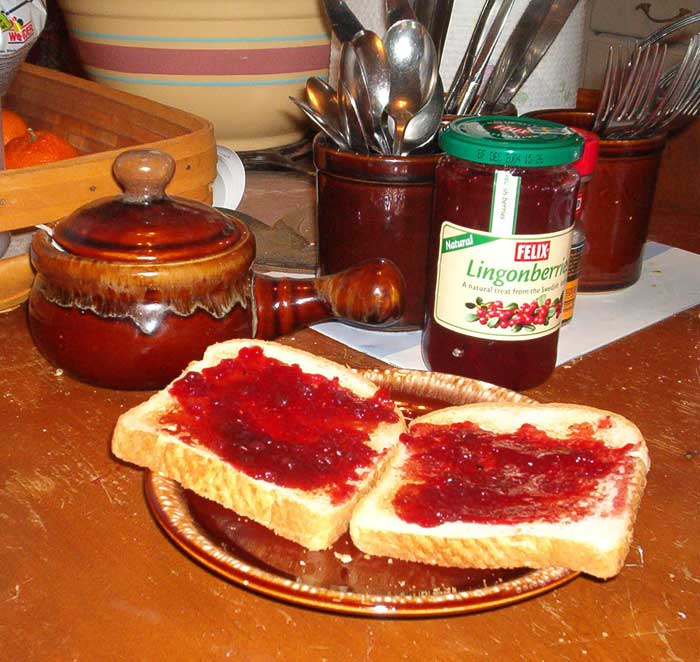
빵 위에 펴바른 월귤잼

월귤잼 혹은 링곤베리잼(스웨덴어: lingonsylt 링온쉴트[*], lingonberry jam)은 월귤로 만든 잼으로 스칸디나비아 요리에서 주요한 음식이다. 월귤은 내륙 지방의 산림이 적은 곳에서 풍부하게 채집되며, 잼으로 만드기 쉽고, 보존성이 좋으며, 비타민 C가 풍부하다. 월귤잼은 북유럽 지역의 다양한 요리에 소스처럼 곁들어 먹는다.

## 역사
월귤잼은 만두와 유사한 크롭카카와 피테팔트에 곁들어 먹거나, 양배추말이인 콜돌마르, 또는 감자 팬케이크와 유사한 로라코르(스웨덴어: rårakor), 그리고 피로 만든 소시지인 블루드푸딩(blodpudding) · 블루드코르브(blodkorv)등과 같이 간단한 음식들과 함께 먹을 때가 많다. 오늘날 월귤잼은 시리얼이나 팬케이크와 함께 곁들어 먹거나, 스웨덴 식 미트볼인 셰트불라르, 쇠고기 스튜, 소 간 요리에 풍미를 더하는 조미료로 사용된다. 지역에 따라 튀긴 청어 요리와 곁들이기도 한다. 월귤잼은 전통적인 오트밀에 넣어서 달콤하게 먹기도 한다. 구운 빵 위에 마멀레이드처럼 발라 먹거나 바닐라 아이스크림에 토핑으로 먹기도 하지만, 일반적이지는 않다. 월귤잼은 샌드위치를 만들 때 크림 치즈와도 잘 어울린다.

## 성분
질 좋은 월귤잼은 월귤과 설탕, 약간의 물로만 만든다. 값이 싼 변형식 월귤잼은 사과나 펙틴을 섞어서 만든다. 굉장히 신선한 잼은 월귤에 자연적으로 함유된 벤조산 때문에 보존제를 첨가하지 않으며, 불에 가열하지 않고 월귤과 설탕만을 섞어서 생으로 만들어 먹는다.

## 같이 보기
- 스웨덴 요리
- 노르웨이 요리
- 핀란드 요리
- 덴마크 요리